# 다치바나 나오쓰구
다치바나 나오쓰구(일본어: 立花 直次, 겐키 3년 음력 12월 1일(1572년 1월 4일) ~ 겐나 3년 음력 7월 19일(1617년 8월 20일)는 아즈치모모야마 시대부터 에도 시대 전기에 걸친 무장이다.
초명은 다카하시 무네마스(高橋統増). 휘는 무네카즈(宗一), 시게카네(重種), 나가유키(長行). 다카하시 시게타네(소운)의 차남이자 다치바나 무네시게의 동생이다.
| 전임 다카하시 쇼운 | 지쿠고 다카하시가 당주 | 후임 단절 (다치바나씨로 개성) |